# کوه فیلیپس (نیومکزیکو)
کوه فیلیپس (به انگلیسی: Mount Phillips) یک کوه در ایالات متحده آمریکا است که در نیومکزیکو واقع شده‌است. کوه فیلیپس ۳٬۵۷۹٫۰۱ متر بالاتر از سطح دریا واقع شده‌است.